# Isaac Beeckman
Isaac Beeckman (Middelburg, 10 de desembre de 1588 - Dordrecht 19 de maig de 1637) fou un filòsof i científic neerlandès, considerat un dels pares de l'atomisme modern, a través dels seus estudis i el contacte amb els principals filòsofs de la natura.
Beeckman va néixer a Middelburg, Zelanda, en el si d'una família calvinista, que havia fugit dels Països Baixos espanyols uns anys abans. Va estudiar teologia, literatura i matemàtiques a Leiden. En tornar a Middelburg no va poder trobar un lloc com a rector, a causa de les idees xocants del seu pare i l'església local, i va decidir seguir al seu pare en el negoci de la fabricació de veles, i va crear la seva pròpia companyia en Zierikzee. Al tractar de millorar el procés de presa de vela, també es va involucrar en altres projectes, com la creació de conductes d'aigua i fer observacions meteorològiques. El 1616 es va vendre el negoci al seu aprenent i va anar a estudiar medicina a Caen, on es va graduar en 1618. En tornar, es va convertir en rector assistent a Utrecht. L'abril de 1620 ell va casar Cateline de Cerf, a qui coneixia de Middelburg, i amb qui tindria set fills. De 1620-1627 ell va ensenyar a l'escola de llatí a Rotterdam, on va fundar una "Mechanicum Collegium", o Technical College. Des del 1627 fins a la seva mort, a l'edat de 48 anys va ser rector de l'escola de llatí a Dordrecht.